# 西杭街道
西杭街道是中华人民共和国青海省玉树藏族自治州玉树市下辖的一个街道办事处。是玉树市区4个街道办之一，2014年3月撤销结古镇设西杭街道。2014年末，辖区面积为228.8公顷，常住人口4892户、19335人。。

## 管辖范围
街道办事位于玉树市南侧，扎曲河以南、巴曲河以西、沿扎西科路至登德龙庆西头向南经加吉娘环绕至214国道南检查站，由玉树重建期间设立的西杭居委会、扎西大通南居委会、扎西大通北居委会三大片区已组成。

## 行政区划
西杭街道下辖以下地区：
胜利路社区、扎西大通社区、禅古村和扎西大通村。